# Marco van Velsen
Marco van Velsen (Naarden, 30 maggio 1974) è un ex cestista olandese, campione d'Italia con i Roosters Varese.

## Carriera
Tra il 1992 e il 1996 studia  e gioca alla Temple University (NCAA) dove ottiene la laurea in biochimica. Nel 1993 arriva alle "élite eight" con i compagni Eddie Jones, Aaron McKie, Rick Brunson, Derrick Battie, William Cunningham, Jason Ivey e Chris Ozment.
Dal 1996 al 1999 gioca con i Roosters Varese: in quest'ultimo anno vince il campionato italiano. La formazione vincente è costituita dall'allenatore Carlo Recalcati e dai giocatori Andrea Meneghin, Gianmarco Pozzecco, Daniel Santiago, Veljko Mršić, Marco van Velsen, Cristiano Zanus Fortes e Giacomo Galanda.
Negli anni 1999-2000 gioca nella Bundesliga tedesca a Hagen.
Agli inizi del 2000 ha giocato nelle minors italiane con la squadra varesina Fides Gemonio.

## Palmarès
- Campionato italiano: 1

Pall. Varese: 1998-99